# Зборовиці (Нижньосілезьке воєводство)
Зборовиці (пол. Zborowice) — село в Польщі, у гміні Вйонзув Стшелінського повіту Нижньосілезького воєводства.
Населення — 169 осіб (2011).
У 1975-1998 роках село належало до Вроцлавського воєводства.

## Демографія
Демографічна структура станом на 31 березня 2011 року:
|          | Загалом | Допрацездатний вік | Працездатний вік | Постпрацездатний вік |
| -------- | ------- | ------------------ | ---------------- | -------------------- |
| Чоловіки | 81      | 13                 | 57               | 11                   |
| Жінки    | 88      | 22                 | 38               | 28                   |
| Разом    | 169     | 35                 | 95               | 39                   |